# Посёлок Октябрьского отделения совхоза «Пугачёвский»
Октябрьского отделения совхоза «Пугачёвский» — посёлок в Аннинском районе Воронежской области.
Входит в состав Пугачёвского сельского поселения.

## Население
| 2000 | 2005 | 2010 |
| ---- | ---- | ---- |
| 185  | ↘163 | ↘74  |

## География

### Улицы
- ул. Запрудная,
- ул. Набережная,
- ул. Садовая,
- ул. Центральная.

## История
В конце XIX — начале XX веков князь Васильчиков продает часть своих земель купцам Борисову, Терехову, Рогову. На тех местах, где стояли домики пастухов, появляются хутора, которые получают названия по фамилиям новых владельцев. Купцы занимались выращиванием сахарной свеклы для Садовского сахарного завода. После революции п. Пугачевский (х. Борисов), п. Первомайский (х. Терехов), п. Октябрьский (х. Рогов) вместе с прилегающими территориями становится общенародной государственной собственностью и входят в состав Садовского сельского совета Садовского района Воронежской области до 1926 года. 20 мая 1926 года слиянием хуторов был образован совхоз «Борисовский», который занимался выращиванием фабричной сахарной свеклы и производством свеклосемян. В 1928 году совхоз «Борисовский» был переименован в совхоз «Пугачевский» в честь погибшего командира Красной Армии. Хутор Борисов — Центральное отделение, хутор Терехов — отделение имени Микояна, хутор «Рогов» — отделение имени Ворошилова. В послевоенные годы свеклосовхоз «Пугачевский» одно из самых крупных и передовых хозяйств Аннинского района. В его состав входили шесть отделений и помимо выращивания свеклосемян труженики села производили молоко и мясо, выращивали на полях овощные, технические культуры, зерновые, зернобобовые культуры, разводили кур, овец, лошадей, имелась своя пасека. Пугачевское сельское поселение граничит с Эртильским районом, Хлебородненским сельским поселением, Садовским сельским поселением, Рубашевским сельским поселением. В настоящее время на территории Пугачевского сельского поселения находится три населенных пункта: п. Пугачевский, п. Первомайский, п. Октябрьский (с 1 января 2005 года в связи с проводимыми реформами села Большая Алексеевка и Бобяково отнесены в состав Хлебородненского сельского поселения). Совхоз «Пугачёвский» преобразован в 2004 году в ООО «Агротех- Гарант Пугачевский».